# Разъезд (Краснодарский край)
Разъезд — посёлок в Карасунском внутригородском округе города Краснодара. Входит в состав Старокорсунского сельского округа.

## География
Посёлок расположен к югу от железнодорожной станции Стопятый Северо-Кавказской железной дороги, открытой в 1901 году, в 10 км к востоку от города Краснодара.

## История
Посёлок зарегистрирован 10 мая 1963 года в составе Динского района Краснодарского края и входил в Старокорсунский сельсовет. 19 февраля 1986 года передан в подчинение Советскому району Краснодара.
По данным текущего учёта на 1 января 1999 года на основе переписи 1989 года в посёлке Старокорсунского сельского округа в 47 хозяйствах постоянно проживало 129 человек.

## Население
| 2002 | 2010 |
| ---- | ---- |
| 32   | ↗113 |

По переписи 2002 года в национальной структуре населения русские составляли 97 %.
По переписи 2010 года — 113 человек (52 мужчины, 61 женщина).

## Инфраструктура
К северу от станции находятся воинская часть и металлобаза Сталепромышленной компании. Рядом с воинской частью расположены один многоквартирный и пять блокированных жилых домов почтового отделения № 92, также несколько домов находятся в самом посёлке.